# Unió caragolada
Les unions caragolades, són un mètode d'unió entre diversos elements, de forma temporal, a diferència de la soldadura, qué uneix permanentment. Aquestes unions entre elements, es duen a terme amb tres elements claus com el caragol, la femella i la volandera.

## Cargols
Les unions cargolades, són emprades per realitzar unions no permanents, l'element clau en aquestes unions és el cargol. En canvi quan es realitza una unió permanent s'utilitza la soldadura.
El cargol prové de la màquina simple i és més conegut com pla inclinat, però té més aplicacions a part d'aquesta, com és la unió de diversos elements.

### Parts d'un cargol
Un cargol té nombroses característiques i parts ben diferenciades:
- Diàmetre exterior del cap: Expressat en mm i s'utilitza per diferenciar el cargol (pel seu calibre).

- Rosca: la rosca és externa (com mostra la imatge), aquesta quan s'introdueix a l'altra part s'enganxa i permet la subjecció gràcies a la rosca interna.

- Pas de la rosca (externa): és la distància que n'hi ha entre dues crestes successives, s'expressa en mm.

- Sentit de la rosca: determina si la rosca és a dretes o és a esquerres.

- Longitud de la tija: és la part llisa què tenen alguns caragols entre el cap o cabota i la rosca.

- Cap o cabota: És la part superior del caragol. És una de les tres formes de classificació dels caragols (segons el cap, segons el mètric del cargol i segons la llargada).

### Classificació dels cargols
Els cargols, com ja s'ha esmentat abans, es poden classificar segons tres criteris, segons la seva llargada, segons el mètric dels caragol i segons la forma de la cabota o cap.
- La classificació segons la seva llargada és important a l'hora de ficar el caragol a una superfície prima, on hem de saber la llargada per tal que el caragol no traspassi la superfície. Encara que, els caragols tenen mesures normalitzades que varien de 5 en 5mm segons el seu diàmetre. Si aquestes mesures fossen petites o grans, es realitzen a mesura.
- La classificació segons el seu mètric del cargol, fa referència al diàmetre, aquest està normalitzat i va des de M3 fins a M30. Aquestes normalitzacions com les de la llargada estan recollides per normes DIN.
- La classificació respecte al seu cap o cabota, respon a dos necessitats, la primera, adequar el cap a la ferramenta que es vol emprar per a la unió cargolada, evitant així, una deformació o trencament en la seva unió. La segona necessitat, és de seguretat, així s'assegura la unió i es dificulta la manipulació de personal no acreditat. Com que n'hi ha caps que no es poden obrir amb un tornavís convencional.

La classificació de cargols segons la cabota permet distingir cinc menes: cap hexagonal (a), cap rodó (b), cap cilíndric (d,g), cap avellanat (c, f), cap Allen (e). Aquestes cabotes són manipulats per diferents eines: el primer cap s'ajusta amb l'ajuda d'una clau anglesa o clau hexagonal, mentre que els caps (b, c i d), es manipulen mitjançant un tornavís pla o també anomenat Parker (pel seu descobridor). El cap (e), es manipula amb una clau hexagonal, el cap (f), es manipula amb un tornavís d'estel o també anomenat Phillips. I per acabar, el cap (g), té un accionament manual, no fa falta cap mena de ferramenta. Sol ser utilitzat en zones restringides i per donar rapidesa.
Existeixen diversos aparells, normalment electrònics què s'encarreguen de cargolar, entre aquests destaquen el tornavís elèctric i nombrosos aparells derivats d'aquest, però existeix un aparell manual recomanat, la clau dinamomètrica, aquest aparell aconsegueix l'estrenyiment ideal també anomenat parell d'estrenyiment (o, més correctament, moment de muntatge). Els parells d'estrenyiment es calculen al 85% del límit elàstic del cargol en funció de les dimensions i qualitats que tingui.

## Femelles
La femella o també anomenada rosca, és la part que junt amb el cargol formen la unió caragolada. Per tant, les característiques d'aquestes dues parts han de ser iguals, per poder assegurar la unió caragolada.

### Característiques de les femelles
La femella té característiques visibles què les defineixen, entre aquestes destaquen, el pas de rosca, el diàmetre nominal, la inclinació de la rosca o la geometria que té el filet:	
- El pas de rosca: és la distància que 	existeix entre dos filets, quan s'efectua un gir de 360°, el caragol s'endinsa tota la distància que té el pas.

- El diàmetre nominal: és el diàmetre major (des d'un fons a un altre oposat) de la femella.

- La inclinació de la rosca: l'enrotllament del filet del caragol, determina el sentit i, per tant, la inclinació, si aquest comença d'esquerra a dreta, la rosca serà dreta (és la més comuna), mentre que si comença de dreta a esquerra, la rosca serà d'esquerres.

- La geometria del filet: aquesta geometria diferència les rosques per la disposició dels filets existeixen molts tipus, entre aquests destaquen: rosca 	quadrada, de dent de serra, trapezial, triangular, i rodona, ACME mètrica, entre d'altres.

### Rosca ISO mètrica
La rosca ISO mètrica, és una de les més importants, aquesta igual que els cargols està normalitzada per facilitar el seu ús, per la norma ISO4 261. La rosca ISO mètrica està basada en el Sistema Internacional (SI) i les seves característiques són:
- La secció del filet (caragol) forma un angle de 60º.
- El fons de la rosca està arrodonit. Mentre que, les crestes estan truncades.
- El costat del triangle és igual al pas, per tant, es forma un triangle equilàter.
- El filet forma un angle de 60º.

La nomenclatura d'aquesta rosca, és la següent: M14 x 3 (per exemple), on M significa mètrica, 14 és el diàmetre nominal en mm; 3 és el pas nominal, en mm.

### Altres menes de rosca
A més de la rosca ISO mètrica, la rosca Whitworth és molt reconeguda internacionalment, la va descobrir l'enginyer Joseph Whitworth, actualment s'ha deixat de produir però es fabrica per al manteniment de maquinària vella. Aquesta rosca té els filets més gruixuts, i formen un angle de 55º, a diferència de la rosca mètrica, que formava un angle de 60º.
Les femelles igual què els caragols, estaven fets per diferents materials, segons la seva aplicació. Per exemple, no s'utilitzarà el mateix material per a un caragol d'una pròtesi (titani quirúrgic), que per un caragol d'un armari de fusta.

## Volandera
La volandera és una peça generalment amb forma anular, feta d'acer dolç, les seves dimensions han de ser majors que el cargol i la femella. Així la volandera aïlla les parts, evitant :
- L'aixafament de les peces, quan les peces que es volen unir mitjançant una unió caragolada són molt tous.
- L'ajustament incorrecte de la unió caragolada en una superfície irregular.
- El ratllament de la superfície per part d'un dels elements de la unió caragolada.
- El trencament de la cabota del caragol, quan es vol augmentar la superfície de subjecció.
- I el més important, evita el contacte directe entre dos elements, evitant així una possible corrosió.
- La volandera també realitza una funció clau en les unions, ja que evita pèrdues, és a dir, impermeabilitza.

### Materials i tipus
Les volanderes són de diversos materials, com ja hem esmentat les més utilitzades són d'acer dolç, però també es fabriquen de plàstic o d'altres materials, sempre adequant-se a l'aplicació a la qual va destinada. Per altra banda, la forma també és variable, les més usuals són planes, però també n'hi han volanderes cilíndriques, dentades o de pressió. Totes aquestes estan regulades per normatives vigents, aquestes són les característiques d'algunes:
- Volanderes planes: són molt comunes. Dins d'aquest grup, es diferencien les planes normals, planes amples o planes gruixudes; la diferència entre aquestes tres és el gruix que tenen i l'amplada. Totes tres, són planes. Aquestes volanderes estan normativitzades per la norma DIN 125; DIN 9021; DIN 433 respectivament.

- Volanderes de pressió: aquest tipus s'encarrega de fer pressió i ajustar els dos elements per assegurar així la perfecta unió sense pèrdues. La volandera Grover és la principal volandera de pressió, l'elasticitat és la seva principal característica. Aquesta està regulada amb la norma DIN 127.

- Volanderes dentades: com el seu propi nom indica estan dotades de dents. Poden tenir el dentat extern, o intern, anomenades amb forma de A i de J respectivament. Normativitzades per la norma DIN 6798A i DIN 6798J, respectivament.

- Volanderes de Belleville, la funció que tenen aquestes volanderes és donar pressió permanent a la unió entre un caragol i una femella amb l'objectiu de perdre pre-càrrega, així les parts queden fixes apesar de vibracions o efectes com la corrosió.